# Stratiomys virens
Stratiomys virens är en tvåvingeart som beskrevs av Christian Rudolph Wilhelm Wiedemann 1830. Stratiomys virens ingår i släktet Stratiomys och familjen vapenflugor. Inga underarter finns listade i Catalogue of Life.